# 97 км (зупинний пункт, Кримська дирекція Придніпровської залізниці)
97 кіломе́тр — залізничний пасажирський зупинний пункт Кримської дирекції залізничних перевезень Придніпровської залізниці.
Розташований у місті Керч (місцевість Склотарний), АР Крим на лінії Владиславівка — Крим між станціями Керченський Завод (1 км) та Крим (12 км).
Станом на серпень 2019 р. пасажирське сполучення відсутнє.